# Witold Łojkowski
Witold Łojkowski (ur. 25 lipca 1952 w Warszawie) – profesor nauk technicznych. Prace badawcze i rozwojowe prowadzi w dziedzinie nauk inżynieryjno-technicznych w zakresie inżynierii materiałowej. Ekspert w dziedzinie syntezy i zastosowań nanomateriałów tlenkowych i biomateriałów o kontrolowanej wielkości ziarna. Od 2001 roku kierownik Laboratorium Nanostruktur w Instytucie Wysokich Ciśnień Polskiej Akademii Nauk (IWC PAN).

## Życiorys
Ukończył studia na Wydziale Fizyki Uniwersytetu Warszawskiego. Po studiach, w roku 1975, rozpoczął pracę w Zakładzie Doświadczalnym Fizyki i Techniki Wysokich Ciśnień Instytutu Fizyki PAN (obecnie Instytut Wysokich Ciśnień PAN). Badania do pracy doktorskiej wykonywał pod opieką profesora Macieja Grabskiego. Tytuł doktora nauk technicznych uzyskał w 1980 roku na Wydziale Inżynierii Materiałowej Politechniki Warszawskiej. Habilitację w dziedzinie nauk technicznych uzyskał w 1994 roku w Akademii Górniczo-Hutniczej. Nominację profesorską odebrał w 2012 roku z rąk Prezydenta RP.
W roku 1981 wyjechał na roczne stypendium do Niemiec na Uniwersytet w Saarbrucken w ramach stypendium Fundacji Aleksandra von Humboldta, gdzie pracował pod kierunkiem prof. Herberta Gleitera. W latach 1983–1998 kierował Laboratorium Granic Ziaren i Spiekania, Centrum Badań Wysokociśnieniowych PAN (obecnie Instytut Wysokich Ciśnień PAN). Następnie od 1999 do 2000 roku pracował naukowo pod kierunkiem profesora Hansa Fechta na Uniwersytecie w Ulm w Instytucie Mikro i Nanomateriałów. Od 2001 roku jest kierownikiem Laboratorium Nanostruktur w Instytucie Wysokich Ciśnień PAN (IWC PAN). W latach 2012–2016 był zatrudniony na Wydziale Zarządzania Politechniki Białostockiej.

## Działalność badawcza i praca naukowa
Prof. Łojkowski jest autorem ponad 500 artykułów naukowych w renomowanych czasopismach z dziedziny inżynierii materiałowej i fizyki, cytowanych ponad 7800 razy (h-index 48 wg Google Scholar w roku 2023). W pracy badawczej podejmował takie tematy badawcze jak struktura granic ziaren i granic między kryształami, mechanizmy dyfuzji po granicach ziaren, spiekanie ceramik, konstrukcja aparatury wysokociśnieniowej, zarządzanie pracami badawczymi w oparciu o TOC – teorie ograniczeń, synteza nanocząstek i nanomateriałów, biomedyczne zastosowanie nanocząstek.
Współtwórca 7 aktywnych patentów. Promotor sześciu prac doktorskich.

## Nagrody i wyróżnienia
- 1979 – Nagroda zespołowa II stopnia Ministra Nauki, Szkolnictwa Wyższego i Techniki za osiągnięcia w dziedzinie badań naukowych w zakresie struktury granic ziaren w metalach
- 1980 – Stypendium Naukowe im. Aleksandra von Humboldta
- 1982 – Nagroda zespołowa I stopnia Ministra Nauki, Szkolnictwa Wyższego i Techniki za osiągnięcia w dziedzinie badań naukowych w zakresie inżynierii materiałowej
- 2007 – Dyplom „Ambasador Kongresów Polskich” przyznany przez Polską organizację Turystyczną za zasługi w organizacji kongresów naukowych w Polsce; w szczególności za współudział w organizacji pierwszych sympozjów European Materials Society (E-MRS) Fall Meeting[2].
- 2007 – Złoty Medal Zasługi, Przyznany przez Prezydenta Rzeczypospolitej Polskiej za zasługi w pracy naukowej[2].